# Simon Trpčeski
Simon Trpčeski, OMM (macedone: Симон Трпчески, pronuncia: ˈsimɔn ˈtr̩ptʃɛski; Skopje, 18 settembre 1979), è un pianista macedone.

## Biografia
Il più giovane di tre figli, il padre era un giudice e sua madre una farmacista.
Nel 2002, ha conseguito la laurea in musica presso l'Università di San Cirillo e San Metodio di Skopje, Macedonia del Nord, dove ha studiato con il professor Boris Romanov. A quell'epoca aveva già fatto il suo debutto in un recital alla Wigmore Hall di Londra nel 2001 e aveva vinto premi in concorsi internazionali nel Regno Unito, Repubblica Ceca e Italia.
Trpčeski fu scelto per far parte del programma biennale della BBC Radio 3 New Generation Artists nel 2001, che mise in risalto ulteriormente il suo profilo presso un pubblico più vasto. Dal 2005 ha fatto una rapida serie di debutti con orchestre in tutto il mondo, tra cui la New York Philharmonic, la San Francisco Symphony, la Los Angeles Philharmonic Orchestra, la Orchestra Sinfonica di Singapore, la Hong Kong Philharmonic, e la Orchestra Sinfonica di Toronto, e ha fatto tour di concerti negli Stati Uniti, Europa e Asia. 
Nel dicembre del 2005 apparve per la prima volta nella International Piano Series di Londra e si è esibito con orchestre inglesi tra cui la Royal Liverpool Philharmonic Orchestra con la quale ha registrato tutti i Concerti per pianoforte di Rachmaninov, la London Philharmonic Orchestra e la London Symphony Orchestra, la The Hallé, la Bournemouth Symphony Orchestra e la City of Birmingham Symphony Orchestra. 
In Scandinavia si è esibito con la Stoccolma, Bergen, Göteborg e con le orchestre di Helsinki e l'Orchestra da Camera Svedese.
La prima incisione di Trpčeski di un concerto, un CD per la EMI Classics Debut Series che comprendeva la musica di Tchaikovsky, Scriabin, Stravinsky e Prokofiev, ricevette entrambi i premi Editor's Choice e Debut Album dalla rivista Gramophone. Trpčeski con il suo secondo disco si spostò sull'etichetta principale della EMI; in questa registrazione e nelle due che seguirono sono presenti concerti di un unico compositore, rispettivamente Rachmaninoff, Chopin, and Debussy.
Sia nelle sue apparizioni nei concerti che nelle registrazioni, Trpčeski ricevette risposte entusiastiche da parte della critica e del pubblico. 
Recentemente a Vancouver, Canada (23 gennaio 2016), ha suonato il Concerto per pianoforte n. 2 in la maggiore di Liszt con l'Orchestra Sinfonica di Vancouver sotto il direttore ospite Otto Tausk. 
Ha ricevuto una standing ovation travolgente.

## Premi
| Mese e Anno di assegnazione del Premio | Descrizione                                                                                |
| -------------------------------------- | ------------------------------------------------------------------------------------------ |
| Settembre 2011                         | Artista nazionale di Macedonia - è il primo artista che ha ottenuto questo premio          |
| Dicembre 2009                          | Ordine al Merito della Macedonia                                                           |
| Aprile 2005                            | Disco del mese (aprile) - BBC Music Magazine                                               |
| Maggio 2003                            | "Young Artist Award" assegnato dalla Royal Philharmonic Society                            |
| 2001-2003                              | BBC Radio 3 New Generation Artist                                                          |
| Aprile 2000                            | "Millennium World Piano Competition London" - Secondo posto                                |
| Dicembre 1998                          | Concorso mondiale di pianoforte "Yamaha Music Foundation of Europe" a Skopje - Primo posto |

## Registrazioni scelte
- Rachmaninov 2010 - awarded Diapason d'Or de l’Année 2010